# Simon Hantaï
Simon Hantaï, född 7 december 1922 i Biatorbágy, död 12 december 2008 i Paris, var en ungersk målare. 
Han studerade konster i Budapest, Italien och Frankrike. Han är fadern till musikerna Marc, Jerôme och Pierre Hantaï.